# Спека (фільм, 1963)
«Спека» — радянський художній фільм, знятий Ларисою Шепітько в 1963 році за мотивами повісті Чингіза Айтматова «Верблюже око». Картина, що є дипломною роботою випускниці ВДІКа, була помічена пресою і отримала премію за режисуру на Всесоюзному кінофестивалі (1964).

## Сюжет
Вирушаючи за комсомольською путівкою на освоєння цілини, сімнадцятирічний Кемель (Болотбек Шамшиєв) щиро вірить, що його ентузіазм і працьовитість будуть затребувані. Однак бригада, в яку потрапляє юнак, має сформований формат відносин. Лідером невеликого колективу є тракторист Абакір Джураєв — людина жорстка, владна, яка вимагає від усіх беззаперечного підпорядкування. Спостерігаючи за Абакіром, Кемель переживає подвійні почуття: він, з одного боку, захоплюється професіоналізмом і самовідданістю тракториста, з іншого — обурюється нетерпимістю Джураєва до будь-якої точки зору, крім власної. Зачіпає юнака і споживацьке ставлення Абакіра до закоханої в нього Каліпи. Після однієї зі сварок Кемель не витримує, забирає рюкзак з речами і залишає бригаду. Але піти занадто далеко не може: якась сила повертає юнака — то чи думки про красиву дівчину-пастушку, яку він зустрів біля джерела, то чи внутрішнє почуття відповідальності за тих, до кого встиг звикнути.

## У ролях
- Болотбек Шамшиєв — Кемель (озвучив Семен Морозов)
- Нурмухан Жантурін — Абакір Джураєв (озвучив Микола Граббе)
- Клара Юсупжанова — Калипа
- Кумболот Досумбаєв — Шейшен (озвучив Юрій Саранцев)
- Даркуль Куюкова — Альдей
- К. Есенов — Садабек
- Роза Табалдієва — дівчина-пастушка
- Садикбек Джаманов — Джумаш

## Знімальна група
- Режисер — Лариса Шепітько
- Сценарій — Йосип Ольшанський, Ірина Поволоцька, Лариса Шепітько, Семен Лунгін, Ілля Нусінов
- Оператори — Володимир Архангельський, Юрій Сокіл
- Композитор — Роман Леденьов
- Художник — Олександр Макаров